# Women's Auxiliary Australian Air Force

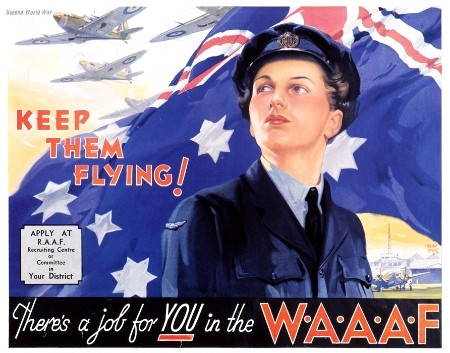
Affiche de recrutement de la WAAAF.

La Women's Auxiliary Australian Air Force (WAAAF), que l'on pourrait traduire par « force aérienne auxiliaire australienne féminine », est une unité militaire féminine de la Royal Australian Air Force spécialement créée pour faire participer les femmes à l'effort de guerre. À sa formation en 1941, la WAAAF est dirigée par Clare Stevenson.
Même si le but initial de la création de la formation était de combler le manque de personnel masculin dans les communications, finalement le personnel engagé fut assigné à d'autres tâches tant manuelles que techniques. 
L'unité a compté jusqu'à 27 000 femmes. Elle est dissoute en décembre 1947. 